# La Ferrière, Indre-et-Loire

La Ferrière este o comună în departamentul Indre-et-Loire, Franța. În 1 ianuarie 2022 avea o populație de 312 de locuitori.